# Берндт Барлебен
Берндт Барлебен (нім. Bernd Barleben, 1 січня 1940) — німецький велогонщик.
Срібний призер Олімпійських Ігор 1960 року в командній гонці переслідування.